# Automotive Components Holdings
Automotive Components Holdings LLC ist eine Tochtergesellschaft der Ford Motor Company.

## Geschichte
Im Jahr 2000 hatte Ford einen Teil der Fabriken in seiner Bauteilfertigung in das Unternehmen Visteon ausgegliedert. Fünf Jahre später wurde eine Reihe dieser Betriebe wieder zurückübertragen und in die Automotive Components Holdings überführt. Dieses Vorgehen entsprach der langfristigen Konzernstrategie und sollte Ford mehr Zeit einräumen, um die Optionen für die einzelnen Betriebe abzuwägen. Betroffen waren 17 Fabrikationsbetriebe, sechs Niederlassungen, 18.000 befristete und 5.000 feste Visteon-Mitarbeiter. Der Verkauf der Fabriken und Niederlassungen sollte ursprünglich bis Ende 2008 abgeschlossen sein.
Ende 2014 wurde das letzte Unternehmen der Holding geschlossen. Es ist nicht nachgewiesen, ob die Holding weiterhin existiert oder ob sie aufgelöst wurde.